# Kulik syberyjski
Kulik syberyjski (Numenius madagascariensis) – gatunek dużego, wędrownego ptaka z rodziny bekasowatych (Scolopacidae), podrodziny kulików (Numeniinae). Gniazduje u wybrzeży wschodniej Azji, zaś zimuje u wybrzeży południowo-wschodniej Azji, Nowej Gwinei i Australii. Zagrożony wyginięciem.

## Taksonomia
Gatunek po raz pierwszy zgodnie z zasadami nazewnictwa binominalnego opisał Karol Linneusz w roku 1766 w 12. edycji Systema Naturae, nadając mu nazwę Scolopax madagascariensis. Nazwa gatunkowa jest jednak błędna – Linneusz wskazał jako miejsce typowe Madagaskar, gdyż swój opis oparł o 5. tom publikacji Ornithologie Brissona z 1760 roku, w którym jako miejsce występowania gatunku podano tę właśnie wyspę; później miejsce typowe poprawiono na Makasar (Celebes). Obecnie gatunek przynależy do rodzaju Numenius opisanego przez Brissona; choć autor ten jako pierwszy użył nazwy Numenius madagascariensis, to w cytacie nazwy naukowej wymieniany jest Linneusz, gdyż publikacja Brissona nie spełnia zasad nazewnictwa binominalnego.
Jest to gatunek monotypowy. Przez Aborygenów z obszaru rzeki Murray ptak ten nazywany był Wid-joo-on-ong, zaś przez tych z nieistniejącego już Port Essington – Man-do-weidt.

## Morfologia
Długość ciała wynosi 53,6–68 cm, z czego 13,6–20,6 cm przypada na dziób, zaś 11,5–12,6 cm na ogon. Skok mierzy 8,1–9,6 cm, skrzydło 31,2–31,4 cm długości, rozpiętość skrzydeł około 110 cm. Masa ciała wynosi 390–1350 g, samce lżejsze. Nie występuje widoczny dymorfizm płciowy. Wierzch głowy i tył szyi ciemnobrązowe, pióra cechuje płowe obrzeżenie. Grzbiet czarniawobrązowy, na brzegu każdego z piór obecne jest nieregularne czerwonopłowe plamkowanie. Pokrywy skrzydłowe ciemnobrązowe, obrzeżone są jasnoszaro. Lotki III rzędu brązowe, na skrajach jaśniejsze. Kuper i wyższa część pokryw nadogonowych ciemnobrązowe, paskowane wzdłuż krańców płowoszaro. Jasnobrązowe sterówki pokrywa ciemniejsze paskowanie. Niższa część pokryw ogonowych ciemnobrązowa, zwieńcza je czarna końcówka. Pierwsze 5 lotek I rzędu ciemnobrązowych o białych stosinach, pozostałe lotki I jak i II rzędu zdobią nieregularne białe pasy. Boki głowy, gardło i cały spód ciała jasnopłowe, z czarnobrązową kreską na każdym z piór. Nogi i stopy ołowianoniebieskie, tęczówki ciemnobrązowe.

## Zasięg występowania

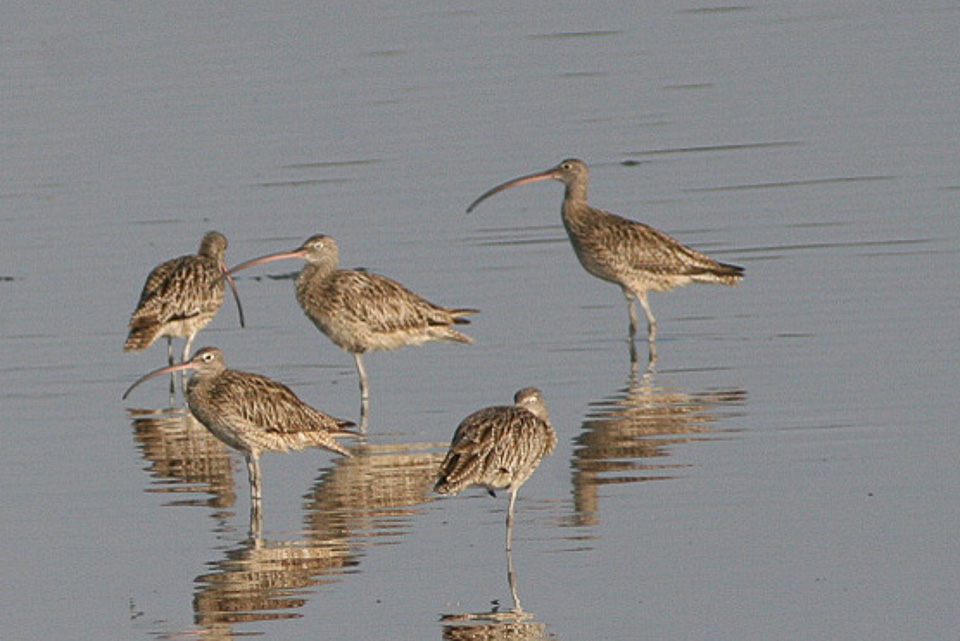
Grupa kulików syberyjskich w trakcie zimowania na Jawie

Gatunek wędrowny. Lęgi wyprowadza na obszarze wschodniej Syberii, poprzez Góry Wierchojańskie po Kamczatkę, dalej na południe do południowo-wschodniej Mongolii, Mandżurii po Kraj Nadmorski. Zimuje na Tajwanie, w Indonezji, na Nowej Gwinei oraz w Australii, niektóre osobniki docierają nawet do Nowej Zelandii.
W okresie lęgowym przebywa na otwartych, omszonych torfowiskach lub torfowiskach przejściowych, a także na bagnistych brzegach małych jezior i podmokłych łąkach. Zimuje wzdłuż wybrzeży, pojawiając się w estuariach, na namorzynach, słonych bagnach i podmokłych, płaskich obszarach, szczególnie z obecnością zosterowatych (Zosteraceae).

## Lęgi
Najprawdopodobniej kulik syberyjski jest monogamiczny. Zarówno samiec, jak i samica biorą udział w opiece nad lęgiem. Okres lęgowy trwa od wczesnego maja do późnego czerwca. Gniazdo mieści się w wyniesionym, suchym miejscu; na budulec składa się sucha trawa. Zniesienie liczy 4 jaja o czerwonobrązowym plamkowaniu. Inkubacja trwa około 28 dni. Pisklęta opuszczają gniazdo, gdy tylko wyschnie ich puch. Cechuje je prosty i krótki dziób, w porównaniu do dorosłych. Od razu wraz z rodzicami udają się szukać pożywienia, np. obecnych na podmokłych łąkach owadów. Po ponad 4 tygodniach stają się zdolne do lotu.

## Status zagrożenia i ochrona
IUCN od 2015 roku uznaje kulika syberyjskiego za gatunek zagrożony (EN, Endangered); wcześniej, od 2010 roku klasyfikowany był jako narażony na wyginięcie (VU, Vulnerable), a od 2004 jako gatunek najmniejszej troski (LC, Least Concern). Oszacowana przez Wetlands International populacja na rok 2015 wynosiła około 32 tys. osobników, zaś jej trend jest spadkowy. Do przyczyn zanikania populacji zalicza się niszczenie środowiska w okolicach Morza Żółtego, a także zanieczyszczenia wód wokół Korei Południowej, co zmniejsza ilość potencjalnej zdobyczy. Kulik syberyjski występuje na 59 obszarach uznanych za ostoję ptaków IBA, z czego jedynym parkiem narodowym jest Park Narodowy Bruit (także PN Pulau Bruit).